# Skovbo Kommune
| Strukturdaten     | Strukturdaten |
| ----------------- | ------------- |
| Fläche            | 131,74 km²    |
| Einwohner         | 15.183 (2006) |
| Kommune seit 2007 | Køge Kommune  |

Skovbo Kommune war bis Dezember 2006 eine dänische Kommune im damaligen Roskilde Amt auf der Insel Seeland. Seit Januar 2007 ist sie zusammen mit der “alten” Køge Kommune Teil der neuen Køge Kommune.
Hvalsø Kommune entstand im Zuge der Verwaltungsreform von 1970 und umfasste folgende Sogn:
- Bjæverskov Sogn
- Borup Sogn
- Ejby Sogn
- Gørslev Sogn
- Kimmerslev Sogn
- Lidemark Sogn
- Nørre Dalby Sogn
- Vollerslev Sogn